# 松花江乡
松花江乡是中国黑龙江省哈尔滨市巴彦县下辖的一个乡，南临松花江。

## 行政区划
现辖：
江北村、振兴村、五一村、五四村、永常村和民胜村。